# إلواس بيب تومسون
إلواس بيب تومسون (بالإنجليزية: Eloise Bibb Thompson)‏ هي صحفية وكاتبة مسرحية وكاتِبة وشاعرة أمريكية، ولدت في 1878 في نيو أورلينز في الولايات المتحدة، وتوفيت في 1927.